# Brcković Draga
Brcković Draga is een plaats in de gemeente Generalski Stol in de Kroatische provincie Karlovac. De plaats telt 45 inwoners (2001).